# Helmholtz-Institut Mainz
Das Helmholtz-Institut Mainz ist eine Kooperation der Johannes Gutenberg-Universität Mainz und des GSI Helmholtzzentrums für Schwerionenforschung in Darmstadt. Damit verknüpft es die akademische Welt einer Hochschule mit den wissenschaftlichen Möglichkeiten eines renommierten Forschungs- und Beschleunigerzentrums. 
Schwerpunkt der Forschung sind Antimaterie-Reaktionen. Des Weiteren wird die Herstellung neuer, superschwerer Elemente forciert. 
Ein wichtiger Baustein dazu ist der Beschleunigerkomplex FAIR, der derzeit in Darmstadt gebaut wird: In einigen Jahren wird die „Facility for Antiproton and Ion Research“ neuartige und weltweit einzigartige Experimente für die Kern- und die Hadronenphysik ermöglichen.
Die sechs Forschungssektionen arbeiten eng zusammen. Außerdem werden Kooperationen mit anderen Forschungseinrichtungen im In- und Ausland unterhalten. 
Das Institut ist maßgeblich am Exzellenzcluster PRISMA + (Precision Physics, Fundamental Interactions and Structure of Matter) beteiligt.
Das HIM wurde im Juni 2009 als erstes Helmholtz-Institut überhaupt gegründet. 
Die Außenstelle des GSI-Helmholtzzentrums auf dem Campus der Universität Mainz ist 2016 in einen neuen Forschungsbau mit umfassender Ausstattung gezogen.
Aktueller Direktor ist Kurt Aulenbacher.